# 円座 (高松市)
円座（えんざ）は高松市西部にある一地区で、高松市役所円座出張所の管内。円座町、西山崎町の2町からなる。かつては全域が「香川郡円座村」（えんざむら）として存在し、1956年9月30日に高松市に編入された。
地区内に位置する円座駅周辺は「一宮・円座駅周辺地区」として高松都市圏に8つある地域拠点の一つに指定されている。

## 地理
地区は高松市西部に位置し、L字形をした地区である。人口は2010年時点で1万312人（男4942人/女5370人）、世帯数は3976世帯で、2010年現在微増傾向にある。面積は5.01km2、人口密度は1平方キロメートルあたり2083.23人。高松市中心部のベッドタウンとしての性格がある。基本的に田の広がる田園地帯であるが、琴平街道や旧南海道など古い幹線道路や円座駅を中心に民家が密集し、それ以外の地域にも虫食い状に住宅が増加している。

### 地形
全域が高松平野の一部であるが、地区の西側には標高302.0mの堂山、そこから北に向かって六ツ目山など200m - 300m級の山が連なっている。地区の東部に香東川、西部に古川などが流れるほか、小さな川や用水路なども存在している。
- 山：堂山（302.0m）
- 川：香東川、古川
- 湖沼：萩之池、藤池

### 香東川の境
通常町の境に大きな河川などがあった場合、その中央に境界線が引かれる場合が多いが、円座地区と一宮地区の境界にある香東川の場合は必ずしもそうではない。一宮地区との境界がある円座町は香東川左岸の一部も町域に含んでいる。これはかつてちょうどこの付近から香東川が東西に分かれていたことによるもので、境界付近は支流（現在の本流）と本流の間に位置する中州の部分であったと見られている。

### 人口
| \| 2002年（平成14年） \| 9,700人 \| \| \| 2003年（平成15年） \| 9,787人 \| \| \| 2004年（平成16年） \| 9,811人 \| \| \| 2005年（平成17年） \| 9,903人 \| \| \| 2006年（平成18年） \| 9,981人 \| \| \| 2007年（平成19年） \| 10,105人 \| \| \| 2008年（平成20年） \| 10,190人 \| \| \| 2009年（平成21年） \| 10,205人 \| \| \| 2010年（平成22年） \| 10,312人 \| \| |          |  |
| 高松市 / 登録人口（10月1日時点） |          |  |
| 2002年（平成14年） | 9,700人  |  |
| 2003年（平成15年） | 9,787人  |  |
| 2004年（平成16年） | 9,811人  |  |
| 2005年（平成17年） | 9,903人  |  |
| 2006年（平成18年） | 9,981人  |  |
| 2007年（平成19年） | 10,105人 |  |
| 2008年（平成20年） | 10,190人 |  |
| 2009年（平成21年） | 10,205人 |  |
| 2010年（平成22年） | 10,312人 |  |

### 隣接する地域
- 北：高松市檀紙地区
- 東：高松市一宮地区
- 南：高松市川岡地区
- 西：高松市山内地区

### 高松市円座出張所管内
- 円座町 761-8044
- 西山崎町 761-8045

## 歴史

### 年表
高松市編入以前は「円座村」を参照
- 1956年（昭和31年）9月30日 - 香川郡円座村が高松市に合併（高松市第5次合併）。
  - 旧大字の区域を継承した円座町、西山崎町の2町を設置。
  - 高松市円座出張所が開所。
- 1965年（昭和40年）4月1日 - 高松市立円座中学校を廃して、高松市立川岡中学校及び高松市立檀紙中学校と統合し、新たに高松市立香東中学校が開校。
- 1984年（昭和59年）12月 - 国道32号円座バイパスの円座町～西山崎町が暫定2車線供用。
- 1988年（昭和63年）4月 - 円座バイパスの勅使町～円座町が暫定2車線供用。
- 1990年（平成2年）3月 - 円座バイパスの田村町～円座町が4車線化。
- 1992年（平成4年）4月 - 国道32号綾南・綾歌・満濃バイパスの西山崎町～綾南町陶が暫定2車線供用。
- 1994年（平成6年）12月 - 円座バイパスの円座町～西山崎町が4車線化。

### 町名の変遷
| 実施後   | 実施年月日      | 実施前   |
| -------- | --------------- | -------- |
| 西山崎町 | 昭和31年9月30日 | 大字山崎 |
| 円座町   | 昭和31年9月30日 | 大字円座 |

## 経済
高松市の平均と比較して第一次産業（+1.0%）及び第二次産業従事者（+2.5%）の割合がやや高く、第三次産業従事者（-3.6%）の割合が低い。

### 第一次産業
- 就業者数：214人、構成比：4.5%（2005年国勢調査）[4]

地区内には多くの農地が存在し、主に稲作を中心とした農業が行われている。
- 米

### 第二次産業
- 就業者数：1035人、構成比：21.9%（2005年国勢調査）[4]

地区内に大規模な第2次産業集中地帯は無い。

### 第三次産業
- 就業者数：3469人、構成比：73.5%（2005年国勢調査）[4]

主な商業施設
- マルナカ円座店 - 2020年7月29日に旧店舗（1977年開業 - 2020年7月5日閉店）西側の本部敷地内にあった物流センター跡地に新築移転。
- ハローズ円座店 - 2014年に閉店（これにより香川県から完全撤退）したサニーマート円座店跡に居抜き出店。

主な企業
- フジ高松事務所（旧マルナカ本社→旧マックスバリュ西日本四国事務所）
- 百十四銀行円座支店・同畑田出張所
- 香川銀行円座支店・岡本支店
- JA香川県円座支店

## 教育
地区内の小学校は高松市立円座小学校が存在し、中学校は高松市立香東中学校が存在する。小学校区は円座小学校が地区の全域を校区としているほか、円座町内に飛び地状になっている檀紙地区中間町の一部も円座小の校区である。中学校区も香東中学校が地区の全域を校区としているほか、檀紙小学校と川岡小学校の範囲も香東中の校区である。
小学校・中学校
- 高松市立円座小学校
- 高松市立香東中学校

幼稚園・保育所
- 市立円座幼稚園
- 私立円座百華保育園

## 行政
主な行政施設
- 高松市円座出張所
- 高松市南消防署円座出張所

## 生活
公共施設
- 円座コミュニティセンター（公民館）
- 高松円座郵便局
- 円座公園（小鹿公園）
- 香東川河川敷緑地

## 交通

### 道路
国道
- 国道32号（円座バイパスとして整備されたが現在はこちらが本線）

主要地方道
- 香川県道12号三木国分寺線（川島街道）
- 香川県道44号円座香南線

その他県道
- 香川県道177号円座香西線
- 香川県道178号山崎御厩線
- 香川県道282号高松琴平線（琴平街道・旧32号）
- 香川県道269号塩江香川高松自転車道線（香東川自転車道）

### 鉄道
ことでん
- 琴平線：円座駅

### バス
地区内を通るバス路線はことでんバス由佐・池西線が存在する。JR高松駅発ことでん瓦町駅経由で、地区内では香川県道44号円座香南線を路線としている。
ことでんバス
- 由佐・池西線：45・44・41・43 下円座 - 三ツ辻 - 円座駅前

## メディア

### 放送
ケーブルテレビ
- ケーブルメディア四国（高松ケーブルテレビ）

地上波テレビ放送
基本的に高松市東部古高松地区の前田山にある高松局を受信する。何らかの理由で高松局の受信が困難な場合は反対側の三豊市にある西讃岐中継局を受信する。そのほか、古い建物などでは岡山県玉野市の金甲山にある岡山局を受信している世帯もあり、それらの世帯向けに鬼無地区にNHK高松専用の鬼無中継局が設置されている。高松局を受信する場合はアナログ放送でもUHFアンテナ1本で全チャンネルが受信できるが、アナログ放送において岡山局を受信する場合はUHFアンテナとVHFアンテナの2本が必要だった。なお、デジタル放送は全てUHFアンテナ1本で済む。
| 局名                 | 局名                 | NHK高松 | NHK高松 | NHK岡山 | NHK岡山 | RNC  | KSB  | RSK  | OHK  | TSC  | 出力            | 偏波面 | 送信 場所 |
| 局名                 | 局名                 | 総合    | 教育    | 総合    | 教育    | RNC  | KSB  | RSK  | OHK  | TSC  | 出力            | 偏波面 | 送信 場所 |
| デジタルリモコン番号 | デジタルリモコン番号 | 1ch     | 2ch     | 1ch     | 2ch     | 4ch  | 5ch  | 6ch  | 8ch  | 7ch  | 出力            | 偏波面 | 送信 場所 |
| -------------------- | -------------------- | ------- | ------- | ------- | ------- | ---- | ---- | ---- | ---- | ---- | --------------- | ------ | --------- |
| 高松                 | デジタル             | 24ch    | 13ch    | -       | -       | 15ch | 17ch | 21ch | 27ch | 18ch | NHK1kW/民放500W | 水平   | 前田山    |
| 高松                 | アナログ             | 37ch    | 39ch    | -       | -       | 41ch | 33ch | 29ch | 31ch | 19ch | NHK10kW/民放5kW | 水平   | 前田山    |
| 西讃岐               | デジタル             | 24ch    | 13ch    | -       | -       | 15ch | 17ch | 21ch | 28ch | 18ch | 100W            | 水平   | 大麻山    |
| 西讃岐               | アナログ             | 44ch    | 40ch    | -       | -       | 50ch | 42ch | 48ch | 52ch | 46ch | 3kW             | 水平   | 大麻山    |
| 岡山 (北讃岐)        | デジタル             | (24ch)  | (13ch)  | 32ch    | 45ch    | 20ch | 30ch | 21ch | 27ch | 18ch | 2kW(200W)       | 水平   | 金甲山    |
| 岡山 (北讃岐)        | アナログ             | -       | -       | 5ch     | 3ch     | 9ch  | 25ch | 11ch | 35ch | 23ch | V10kW/U20kW     | 水平   | 金甲山    |
| 鬼無                 | アナログ             | 62ch    | 60ch    | -       | -       | -    | -    | -    | -    | -    | 3W              | 水平   | 勝賀山    |

| AMラジオ放送 - NHK高松第1放送：1368kHz（高松局 出力5kW） - NHK高松第2放送：1035kHz（高松局 出力1kW） - 西日本放送ラジオ：1449kHz/90.3MHz（高松局 出力5kW） | FMラジオ放送 - NHK高松FM放送：86.0MHz（高松局 出力1kW） - FM香川：78.6MHz（高松局 出力1kW） - FM高松：81.5kHz（コミュニティ放送 出力20W） |

県外波
| - NHK岡山第1放送：603kHz（岡山局 出力5kW） - NHK岡山第2放送：1386kHz（岡山局 出力5kW） - RSKラジオ：1494kHz（岡山局 出力10kW） - NHK大阪第1放送：666kHz（大阪局 出力100kW） - NHK大阪第2放送：828kHz（大阪局 出力300kW） - MBSラジオ：1179kHz（大阪局 出力50kW） - 朝日放送ラジオ：1008kHz（大阪局 出力50kW） - ラジオ大阪：1314kHz（大阪局 出力50kW） | - NHK岡山FM放送：88.7MHz（岡山局 出力1kW） - FM岡山：76.8MHz（岡山局 出力1kW） |

## 名所・旧跡・観光・レジャー
地区内に主だった観光施設はない。
- 兀塚遺跡（古墳時代・鎌倉時代・江戸時代）
- 円座城
- 遠藤城
- 中井城
- 北岡城（中間城）